# 八四艦隊案
八四艦隊案（はちよんかんたいあん）は、大日本帝国海軍の海軍軍備計画。

八八艦隊整備計画の第1段階である。

## 計画内容

### 大正五年度計画
八四艦隊案の一部として成立。
- 計画年次

大正五年度より同八年度までの四ヵ年計画。
- 計画概要

艦艇8隻建造。
- 予算総額

艦艇建造予算：4532万7819円

### 航空隊整備計画
海軍軍備における最初の航空隊設備予算として成立。
- 計画年次

大正五年度より同九年度までの五ヵ年計画。
- 計画概要

航空隊3隊整備。
- 予算総額

航空隊整備予算：63万円

### 大正六年度計画
八四艦隊案の完成案として成立。
- 計画年次

大正六年度より同十二年度までの七ヵ年計画。
- 計画概要

艦艇63隻建造。
- 予算総額

艦艇建造予算：2億6152万2160円

## 艦艇

### 大正五年度計画
- 戦艦 - 1隻（2692万4404円×1）
  - 長門型

長門

- 巡洋艦（小型） - 2隻（455万円×2） ※ 1隻は巡洋艦、1隻は水雷戦隊旗艦として計上。
  - 天龍型

天龍、龍田

- 駆逐艦（大型） - 1隻（202万8415円×1）
  - 江風型

谷風

- 潜水艇 - 3隻（192万5000円×3）
  - 波九型（S型）

第14（波9）
  - 呂一一型（海中一型）

第19（呂11）、第20（呂12）

- 特務艦船 - 1隻（150万円×1）
  - 洲埼

※ さらに雑船製造費により運送船『剣崎』が建造された。

### 大正六年度計画
- 戦艦 - 3隻（2692万5404円×3）
  - 長門型

陸奥
  - 加賀型

加賀（後に空母に改装）、土佐

- 巡洋戦艦 - 2隻（2469万1480円×2）
  - 天城型

天城（空母に改造中関東大震災で損傷、廃艦に）、赤城（空母に改造）

- 巡洋艦 - 9隻（軽巡：691万5078円×3、小型：455万円×6） ※ 実際は中型×8、小型×1で建造。
  - 球磨型

球磨、多摩、北上、大井、木曾
  - 長良型

長良、名取、五十鈴
  - 夕張

- 駆逐艦 - 28隻（大型：202万8415円×9、中型：139万0814円×18、江風代艦：879万367円×1）
  - 峯風型

沢風、峯風、矢風、沖風、羽風、島風、秋風、汐風、灘風
  - 樅型

梨、竹、樅、榧、楡、栗、栂、柿、菊、葵、萩、薄、藤、蕨、菱、蓮、蓼、菫
  - 江風型

江風[II]

- 潜水艇 - 18隻（192万5000円×18）
  - 中型
    - 呂一三型（海中二型）

第22（呂14）、第23（呂13）、第24（呂15）
    - 呂五一型（L1型）

第25（呂51）、第26（呂52）
    - 呂五三型（L2型）

第27（呂53）、第28（呂54）、第29（呂55[I]）、第30（呂56[I]）
    - 呂三型 (F2型)

第31（呂3）、第32（呂4）、 第33（呂5）
    - 呂一六型（海中三型）

第34（呂17）、第35（呂18）、第36（呂19）、第37（呂16）、第38（呂20）、第39（呂21）

- 特務艦 - 3隻（150万円×3）
  - 野間、能登呂、知床

※ さらに雑船製造費により敷設船『勝力』、運送船『室戸』『野島』が建造された。

## 航空隊
横須賀に航空隊3隊を開隊した。